# Urêka
Le musée interactif de la mine - Urêka est un musée situé sur l'ancien site minier uranifère de Bessines près de la Croix du Breuil, sur la commune de Bessines-sur-Gartempe, en Haute-Vienne. Ouvert en juillet 2013, il retrace l'histoire de l'industrie nucléaire, explique les techniques de prospection, d'extraction de l'uranium, de traitement du minerai et des déchets radioactifs et de réaménagement des sites, en insistant sur l'exploitation de l'uranium en France et en particulier l'histoire locale du Limousin, région française ayant le plus fourni d'uranium entre 1948 et 2001.

## Histoire
Le musée ouvre à l'été 2013. Touché par un incendie en 2014, il connaît en 2016 une fréquentation très inférieure à celle qui était escomptée, occasionnant sa fermeture aux visiteurs individuels, la suppression de la boutique et de la quasi-totalité des emplois.
Fermé temporairement en 2017, il rouvre en 2018 grâce à l'implication d'anciens mineurs, qui font visiter le site bénévolement. Le musée fête ses 10 ans en 2023.

## Exposition
Le musée comprend 850 m2 d’espace intérieur et un hectare en extérieur. Sa partie intérieure propose une scénographie avec des registres variés : film 3D qui retrace les découvertes scientifiques liées à l'utilisation de l'uranium, parcours interactif immersif dans les conditions d’un chantier minier d’uranium durant les années 1950 à 1970, grâce notamment à des badges qui déclenchent des modules interactifs, des bornes interactives et des écrans tactiles. La partie extérieure du musée interroge et informe les visiteurs sur la place de l’uranium aujourd’hui.

## Gestion et réception
Sa création a été soutenue entre autres par Areva, désormais Orano, toujours présent à Bessines avec notamment le Centre d'études et de suivi des anciennes activités minières France et étranger (CESAAM) et le centre de recherche et développement du Service d'études de procédés et analyses (SEPA). L'association écologiste Les Amis de la Terre décerne à Areva en 2013 le prix Pinocchio dans la catégorie « Plus vert que vert »  (greenwashing) pour sa « campagne de communication la plus abusive et trompeuse » à l'occasion de l'ouverture de ce musée.

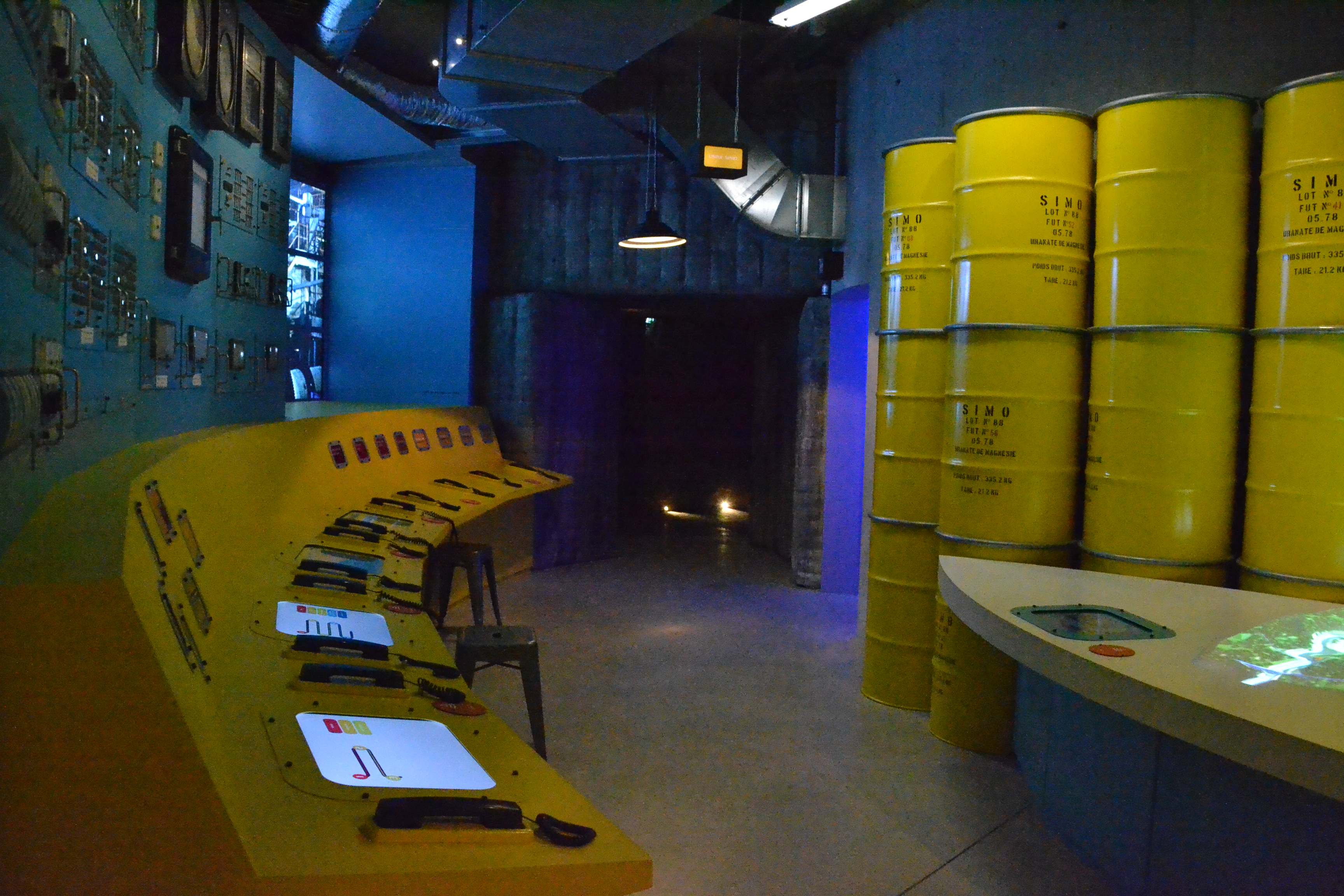
Reconstitution d'un site industriel.
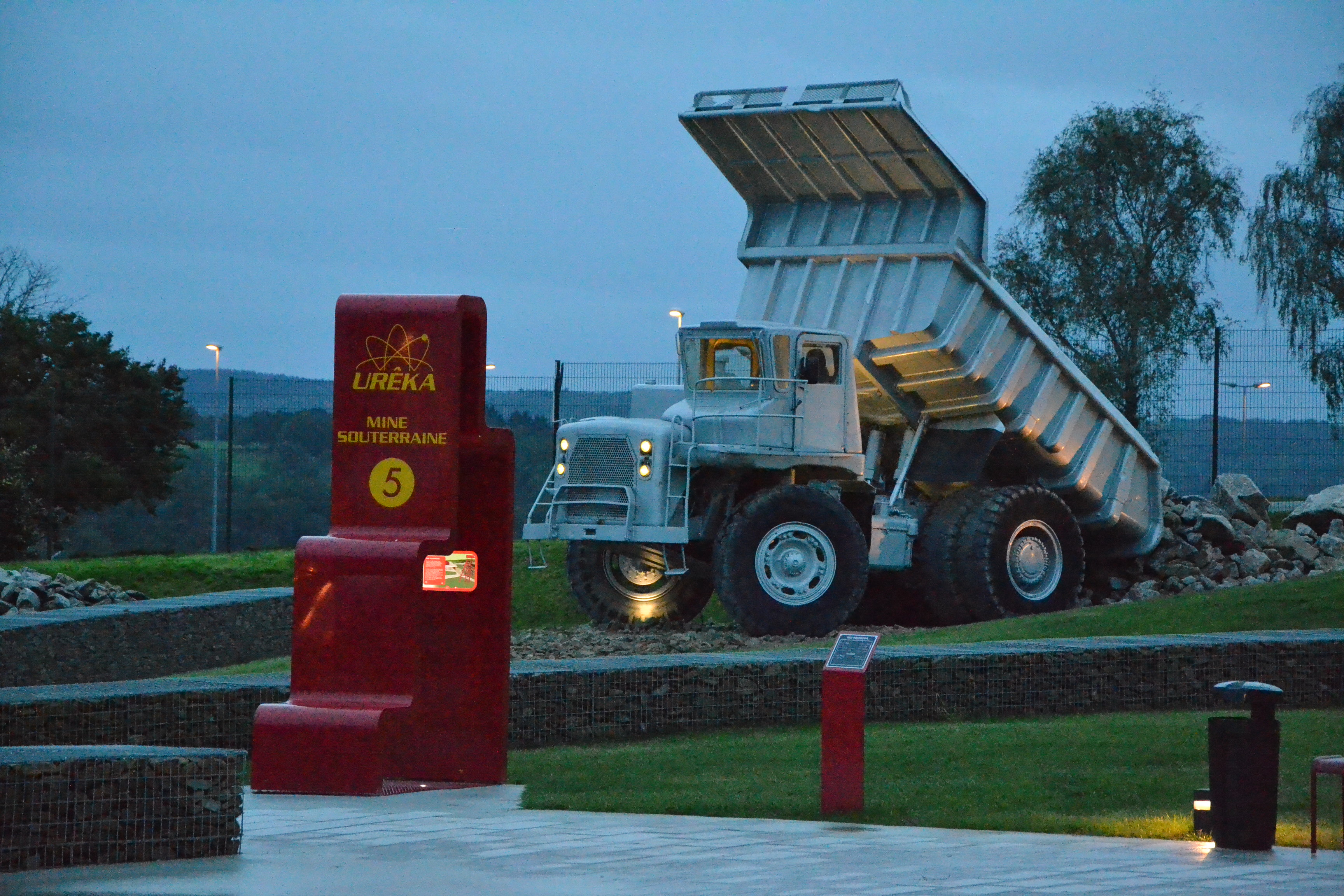
Une machine de transport des gravats.